# Andy Hamilton (Komiker)

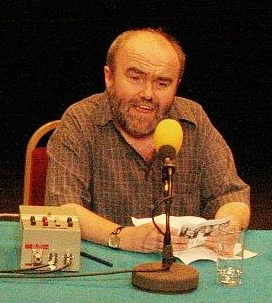
Andy Hamilton

Andrew Neil Hamilton (* 1954 in London) ist ein britischer Komiker, Drehbuchautor und Regisseur, der für Hörfunk und Fernsehen arbeitet. 
Er ist Autor der humoristischen Hörspielserie Old Harry’s Game, in der er auch Regie führte und die Hauptfigur „Satan“ spielte.
1995 erhielt er den „Award For Top Comedy Writer“ des British Comedy Awards.